# Manutan International
Die Manutan International, S.A. mit Sitz in Gonesse ist ein mehrheitlich in Familienbesitz befindlicher, börsennotierter Versandhändler, der sich auf den Verkauf von Lager-, Industrie- und Büroeinrichtung spezialisiert hat und im Bereich Business-to-Business tätig ist. Das Unternehmen ist mit 26 Tochtergesellschaften in 17 europäischen Ländern vertreten.

## Geschichte
Das 1966 von André und Jean-Pierre Guichard gegründete Unternehmen war das erste seiner Art, das Industrieausstattung mithilfe eines Kataloges verkaufte. In den frühen 1970er Jahren begann Manutan mit der Erschließung des europäischen Marktes und eröffnete Filialen in England (1973 Key Industrial Equipment), Belgien (1974 Manutan) und Frankreich (1977 Bott). In den Jahren von 1987 bis 1989 folgten Niederlassungen in Italien (Vireco Srl), Deutschland (Overtoom GmbH), Skandinavien (Witre) und den Niederlanden (Overtoom).
Um diese Filialen unter einer zentralen Struktur zu halten, wurde im Jahr 1989 die Holdinggesellschaft Manutan International gegründet. Seit 1985 ist das Unternehmen an der Pariser Börse notiert. In der dritten Phase der europäischen Erweiterung konzentrierte sich die Manutan Group auf die Tschechische Republik, die Schweiz (Fabritec GmbH), England (Euroquipment Ltd.) und Finnland (Witre OY).